# Georges Emonin
Ne doit pas être confondu avec Jean Louis Emonin.
Georges (Antoine, François) Emonin, né le 17 mars 1902 à Besançon (Doubs) et mort exécuté le 2 septembre 1944 au camp de concentration de Natzweiler-Struthof (Natzwiller, Bas-Rhin), est un radio-électricien et résistant français,,.
Radiotélégraphiste à La Rochelle, Georges Emonin est mobilisé comme second maître dans la marine de 1939 à l'armistice. Il rejoint le réseau de renseignement militaire Alliance le 1er juillet 1943, avant d'être arrêté avec son épouse et son fils le 9 octobre,. La famille écume les prisons, passant par La Rochelle, Bordeaux, Poitiers, puis Fresnes, avant d'être renvoyés à Strasbourg le 17 avril 1944 avec l'accusation d’espionnage,. Déporté au camp de Schirmeck puis transféré à Natzweiler-Struthof avec 106 autres membres du réseau Alliance, Georges et Simone Emonin sont abattus d'une balle dans la nuque puis immédiatement incinérés dans la nuit du 1er au 2 septembre 1944,. Il est reconnu mort pour la France le 26 février 1951, Interné et Déporté résistant le 7 août 1956, mort en déportation le 22 octobre 2007, médaillé de la Résistance, homologué sous-lieutenant chargé de mission de 3e classe de la DGER, et soldat Forces Françaises Combattantes, et cité sur la plaque commémorative du réseau S.R. Alliance au camp de concentration du Struthof, sur le monument aux morts de La Rochelle, alors qu'une rue de La Rochelle porte également son nom et celui de sa femme.